# Платаньяс
Платанья́с (греч. Πλατανιάς) — малый город в Греции на северо-западе Крита. Входит в одноимённую общину (дим) в северной части периферийной единицы Ханья в периферии Крит. Население 979 жителей по переписи 2011 года. Площадь 5,248 квадратного километра.
Город Платаньяс расположен в 10 км к западу от Ханьи, к востоку от Кисамоса, на берегу залива Ханья, неподалёку от национальной дороги 90 Кисамос — Сития, проложенной вдоль северного побережья острова Крит, части европейских маршрутов E75 и E65. Платаньяс — популярный туристический посёлок с несколькими отелями, ресторанами и магазинами сувениров. Недалеко от побережья находятся острова Айи-Теодори.

## История
Впервые Платаньяс упоминается в 1577 году как башня Платанея (Πλατανέα). В период Османской Греции в Платаньясе построена крепость. В феврале 1897 года во время Критского восстания в Платаньясе стоял штаб экспедиционного корпуса Тимолеона Вассоса.
Рядом с Платаньясом расположено село Кондомарион (Κοντομάριον), печально известное тем, что это было первое село на Крите (и в оккупированной Европе), где вермахт произвёл массовый расстрел гражданского населения, в ответ на участие жителей в сражении за Крит в мае 1941 года.

## Население
| Год  | Население, человек |
| ---- | ------------------ |
| 1991 | 754                |
| 2001 | 823                |
| 2011 | ↗ 979              |

## Спорт
Имя города носит футбольный клуб «Платаньяс», домашний стадион «Периволион» которого находится в Периволии в общине Ханья.